# Brunton Park
Brunton Park er et fodboldstadion i Carlisle i England, der er hjemmebane for National League-klubben Carlisle United. Stadionet har plads til 18.202 tilskuere, og blev indviet i år 1909.